# Helicia falcata
Helicia falcata är en tvåhjärtbladig växtart som beskrevs av Cheng Yih Wu. Helicia falcata ingår i släktet Helicia och familjen Proteaceae. Inga underarter finns listade i Catalogue of Life.